# Добра Њива
Добра Њива (слч. Dobrá Niva) насељено је мјесто са административним статусом сеоске општине (слч. obec) у округу Звољен, у Банскобистричком крају, Словачка Република.

## Становништво
| Година:    | 1994. | 2004.   | 2014.   | 2024.   |
| ---------- | ----- | ------- | ------- | ------- |
| Број људи: | 1755  | 1796    | 1860    | 1822    |
| Разлика:   |       | +2,33 % | +3,56 % | -2,04 % |

| Година:    | 2023. | 2024.   |
| ---------- | ----- | ------- |
| Број људи: | 1852  | 1822    |
| Разлика:   |       | -1,61 % |

Према подацима о броју становника из 2011. године насеље је имало 1.864 становника.